# The Great Raid
The Great Raid is een Amerikaanse oorlogsfilm uit 2005 onder regie van John Dahl. Deze speelt zich af aan het eind van de Tweede Wereldoorlog. De film is gebaseerd op het gelijknamige boek van William B. Breuer en geeft een periode van vijf achtereenvolgende dagen weer.

## Verhaal
In de winter van 1944 kwam de Tweede Wereldoorlog op zijn einde. Japan hield sommige Amerikaanse krijgsgevangenen die de dodenmars van Bataan hadden overleefd, vast in een kamp in Cabanatuan, waar ze slecht werden behandeld. Op het moment van de inval waren er zo'n 500 gevangenen in het kamp aanwezig, velen ervan hadden malaria.
De film begint met het afslachten van krijgsgevangenen in Palawan door de Kempeitai, de Japanse militaire geheime politie.
Ondertussen beveelt generaal Walter Krueger het zesde rangersbataljon, onder leiding van luitenant-kolonel Henry Mucci, alle krijgsgevangenen in het kamp van Cabanatuan te bevrijden, voor ze worden vermoord door de Japanners. Hierbij krijgen ze hulp van Filipijnse guerrilla's. Gedurende de film wisselen de standpunten tussen die van de krijgsgevangenen in Cabanatuan, de Rangers, het Filipijnse verzet en de Japanners.
De aanval wordt ingezet en de Amerikanen weten de gevangenen uit het kamp te bevrijden, waarbij twee Amerikaanse soldaten, één krijgsgevangene en 523 Japanners omkomen.

## Cast
| Acteur                 | Personage            |
| ---------------------- | -------------------- |
| Benjamin Bratt         | Lt. Kol. Henry Mucci |
| James Franco           | Kap. Robert Prince   |
| Robert Mammone         | Kap. Fisher          |
| Max Martini            | Sgt. Sid Wojo        |
| James Carpinello       | Cpl. Aliteri         |
| Mark Consuelos         | Cpl. Guttierez       |
| Craig McLachlan        | Lt. Riley            |
| Freddie Joe Farnsworth | Lt. Foley            |
| Laird Macintosh        | Lt. O'Grady          |
| Jeremy Callaghan       | Lt. Riley            |
| Paolo Montalbán        | Sgt. Valera          |
| Clayne Crawford        | Cpl. Alridge         |
| Sam Worthington        | Pfc. Lucas           |
| Royston Innes          | Sgt. Adams           |
| Dale Dye               | Walter Krueger       |
| Brett Tucker           | Robert Lapham        |
| Joseph Fiennes         | Maj. Gibson          |
| Connie Nielsen         | Margaret Utinsky     |
| Cesar Montano          | Capt. Juan Pajota    |
| Marton Csokas          | Capt. Redding        |